# Região Geográfica Imediata de Açailândia
A Região Geográfica Imediata de Açailândia é uma das 22 regiões imediatas do estado brasileiro do Maranhão, uma das 4 regiões imediatas que compõem a Região Geográfica Intermediária de Imperatriz e uma das 509 regiões imediatas no Brasil, criadas pelo IBGE em 2017. É composta de 5 municípios.

## Municípios
| Região geográfica imediata | Código | Municípios              |
| -------------------------- | ------ | ----------------------- |
| Açailândia                 | 210021 | Açailândia              |
| Açailândia                 | 210021 | Bom Jesus das Selvas    |
| Açailândia                 | 210021 | Buriticupu              |
| Açailândia                 | 210021 | Itinga do Maranhão      |
| Açailândia                 | 210021 | São Francisco do Brejão |